# Pavlîș
Pavlîș (în ucraineană Павлиш) este o așezare de tip urban din raionul Onufriivka, regiunea Kirovohrad, Ucraina. În afara localității principale, mai cuprinde și satele Braiilivka și Șevcenka.

## Demografie
Componența lingvistică a așezării de tip urban Pavlîș
     Ucraineană (94,08%)
     Rusă (4,81%)
     Alte limbi (0,49%)
Conform recensământului din 2001, majoritatea populației așezării de tip urban Pavlîș era vorbitoare de ucraineană (94,08%), existând în minoritate și vorbitori de rusă (4,81%).